# Empalme San Carlos
Empalme San Carlos es una comuna argentina ubicada en el departamento Las Colonias de la provincia de Santa Fe. Se encuentra a 1 km del río Salado y 17 km al noroeste del centro de Santa Fe, sobre la ruta provincial 5. Se desarrolló a partir de la estación de ferrocarril que era cabecera del tramo Empalme San Carlos - Gálvez. En 2012 un proyecto de readecuación de las vías férreas para que lleguen al Puerto de Santa Fe incluyó a Empalme San Carlos en su recorrido.
El pueblo nació en 1886 con la llegada del ferrocarril, y obtuvo el grado de comuna en 1938. Su principal actividad económica es la agricultura y la lechería, destacándose el cultivo de soja. Cuenta con destacamento policial, escuela, sede comunal, un club de fútbol y un templo católico.
En 2012 aún carecía de puesto de salud, actualmente fines de 2014 todavía no se ha inaugurado. El puente ferroviario sobre el Salado era la vía más rápida para comunicar Santa Fe con las colonias actualmente se encuentra destruido.

## Población
Cuenta con 357 habitantes (Indec, 2010), lo que representa un descenso frente a los 412 habitantes (Indec, 2001) del censo anterior.
| Gráfica de evolución demográfica de Empalme San Carlos entre 1991 y 2010 |
|                                                                          |
| Fuente: Censos nacionales del INDEC                                      |